# TrackMania DS
Vous lisez un « bon article » labellisé en 2018.  Il fait partie d'un « bon thème ».
TrackMania DS (parfois TM DS) est un jeu vidéo de course développé par Firebrand Games et édité par Focus Home Interactive en Europe le 14 novembre 2008 et le 17 mars 2009 en Amérique du Nord. C'est une adaptation de la franchise PC TrackMania sur portable, qui en reprend le concept offrant une approche atypique par rapport aux créations du même genre, de par son gameplay simple orienté arcade et son éditeur de niveau.
Fort de son expérience dans le développement de jeux de course sur la plate-forme Nintendo DS tels que Race Driver: Create and Race ou Cartoon Network Racing, Firebrand propose à Focus de créer une version DS de TrackMania, dont les membres sont tous fans. L'équipe utilise son moteur de jeu maison appelé Octane, qu'elle peut aisément adapter au gameplay particulier de la franchise, et travaille beaucoup sur la création d'un nouvel éditeur de niveau entièrement en trois dimensions.
TrackMania DS reçoit un accueil globalement positif de la part de la presse spécialisée lors de sa sortie. Les critiques félicitent la conversion globalement réussie, fidèle au gameplay et à l'esprit de la série, et la réalisation technique permettant de faire fonctionner le jeu sans problème d'affichage sur la plate-forme Nintendo DS limitée. Mais des critiques récurrentes sont soulevées, comme des problèmes de caméra et le manque de visibilité sur certains plans provoqué par la petitesse de l'écran de la Nintendo DS, l'absence de jeu en ligne sur Internet, ou une certaine difficulté à prendre en main l'éditeur de niveau.
Par la suite, Firebrand Games développe deux nouveaux jeux TrackMania sur plates-formes Nintendo, sortis le même jour en septembre 2010, TrackMania et TrackMania Turbo, respectivement sur Wii et sur Nintendo DS.

## Système de jeu

### Généralités
TrackMania DS est un jeu de course affiché dans une vue à la troisième personne, au gameplay simpliste très orienté arcade et atypique. C'est une adaptation sur console portable de la série TrackMania sortie sur PC,,,. Le jeu, centré sur la conduite, est très éloigné des simulations complexes et réalistes. Il ne figure donc aucun affichage de dégât, aucune statistique, aucun réglage de véhicule à effectuer, pas de passage de vitesse, et pas de frein à main. Le jeu est d'autant plus atypique que les routes comportent de nombreux virages en boucles ou en loopings à la manière de montagnes russes,,. Les circuits ressemblent à ceux des jouets miniatures de marque Scalextric ou Hot Wheels,. Comme à l'accoutumée, les véhicules ne se contrôlent qu'avec deux boutons, l'accélération et le frein, en plus de la direction,. Les véhicules concurrents dirigés par l'intelligence artificielle (dont l'affichage de trois maximum est désactivable,) présentent les meilleurs temps, et ne peuvent être percutés. Si des trajectoires se croisent, les véhicules se chevauchent, il n'y a donc jamais de collision,. Ces véhicules fantômes, ou « ghosts », peuvent donc être traversés,,.
Le joueur participe à des courses qui se déroulent sur des circuits ou des pistes sur lesquels il doit rallier l'arrivée en passant parfois par des checkpoints,. Chaque course est chronométrée et les meilleurs temps sont récompensés d'une médaille de bronze, d'argent, d'or,. Un quatrième type de médaille, la médaille Firebrand (qui remplace la médaille Nadeo), peut être obtenu par les joueurs qui battent le record établi par les développeurs. Deux boutons permettent de recommencer très rapidement chaque course depuis le début, sinon depuis le dernier checkpoint,. Le concept de TrackMania impose une grande part de méthode essai-erreur, afin de découvrir et maîtriser les particularités de chaque piste,.
Le jeu propose cinq niveaux de difficulté (entraînement, facile, moyen, difficile et extrême) et chaque course et médaille gagnées permet le déblocage des pistes suivantes. En début de course, le joueur peut choisir la médaille pour laquelle il veut concourir. En fonction de ses résultats, il gagne des coppers, la monnaie virtuelle du jeu, qu'il peut dépenser dans le magasin (appelé Boutique), en achetant des voitures ou des circuits, ou des blocs de constructions pour l'éditeur de niveau,,.
L'interface est entièrement gérée au stylet. Cependant, durant le jeu, le joueur doit utiliser la croix directionnelle et les boutons,. Durant la partie, l'action de la course se déroule sur l'écran du haut, tandis que l'écran tactile, en bas, sert à afficher les informations de course. Celui-ci est largement utilisé par l'éditeur de niveau.
Durant les courses, le jeu est parfois affiché dans une vue à la première personne sur certaines sections de certaines pistes, notamment durant les loopings. Une option permet aussi de changer de vue à tout moment durant le jeu, et donc de choisir entre une vue subjective, ou une vue objective proche, ou plus lointaine. Le jeu permet en fin de course de visionner le replay de chaque course. Le jeu est compatible avec la cartouche vibration de la Nintendo DS.

### Environnements
| Décor typique de l'Arizona, de couleur rouge.                                                                                            |  | Voiture de couleur orange, vue depuis l'arrière. |
| (Panorama de Monument Valley à gauche, et Ford Escort RS 2000 à droite). L'univers appelé désert propose une berline de type muscle car. |  |                                                  |

| Route bitumée dans une forêt. |  | Voiture de rallye blanche. |
| (Route forestière à gauche, et Renault 5 Turbo à droite). L'environnement campagne offre une petite voiture nerveuse ressemblant à une Renault 5 Turbo. |  |                            |

| Piste goudronnée de Formule 1 au niveau d'une chicane, avec une tribune en arrière-plan. |  | Voiture noire de type monoplace de Formule 1 |
| (Circuit international de Sepang en Malaisie à gauche, et monoplace de Formule 1 à droite). L'environnement appelé Stadium est une sorte de très grand stade de compétition, qui propose une voiture s'apparentant à une monoplace de Formule 1. |  |                                              |

TrackMania DS reprend les trois environnements les plus notables de la franchise, Desert, Rally, et Stadium, qui proposent trois styles de conduite très différents. Chaque univers est associé à un type de voiture, qui possède son type de conduite particulière,. 25 circuits sont disponibles en mode « Course », dont 5 par niveau de difficulté,. Les deux autres modes comportent 15 pistes chacun,. Les premières pistes sont très simples, mais deviennent de plus en plus complexes à mesure que le joueur avance dans le jeu. Elles varient selon leur durée, allant de quelques secondes à 2 minutes. L'apparence des voitures peut être personnalisée grâce à des skins que le joueur peut acheter au moyen des coppers qu'il a gagnés. Le jeu propose trois ambiances, lever de soleil, jour et coucher de soleil, offrant différentes luminosités et couleurs.
L'environnement Stadium propose des circuits qui se déroulent dans un stade futuriste, avec de nombreux tremplins et plates-formes suspendues, au volant d'une monoplace de Formule 1 privilégiant la vitesse et dotée d'une tenue de route importante,,,,. Celles-ci sont rapides mais peu évidentes à manœuvrer en virage.
L'environnement Desert propose une voiture nerveuse de type muscle car, une sorte de berline aux suspensions très souples et au comportement parfois surprenant,,,. Les courses se déroulent dans le désert, avec des parcours ressemblant à des autoroutes, régulièrement en hauteur, avec beaucoup de pentes et de sauts, et des sections hors-pistes, le tout étant entouré de canyons,,.
L'environnement Rally se déroule sur route et sur des chemins de terre, sinueux et en pleine campagne verdoyante et vallonnée. Cet univers bénéficie d'un thème médiéval : certaines routes sont construites sur des murs de pierre, ressemblant à des remparts de château médiéval, ou des ponts-levis,,. La voiture, ressemblant à une Renault 5 Turbo, ne dérape pas, mais privilégie les passages très rapides de plusieurs virages, afin d’enchaîner des sauts,.

### Éditeur de niveau
Le jeu intègre le traditionnel et incontournable éditeur de niveau, en trois dimensions, avec plus de 150 blocs de construction,,. Les circuits créés peuvent par la suite être partagés via la Connexion Wi-Fi Nintendo. L'éditeur propose différents blocs de routes, dont la taille peut être modulée. Il s'utilise au stylet, en dessinant directement sur le terrain ou par glisser-déposer, depuis les icônes affichées à l'écran. Le joueur dispose des mêmes blocs que dans la version PC, par exemple des lignes droites, des virages relevés, des tremplins, des blocs turbos permettant d'accélérer les voitures, des trous, ou des loopings,. Ces éléments peuvent être débloqués, en gagnant des courses, ou achetés grâce à des coppers. Jusqu'à 60 pistes personnalisées peuvent être sauvegardées. Le joueur peut dessiner sur l'écran tactile un contour de piste au stylet et le transformer automatiquement en piste, sans bloc de construction.

### Modes de jeu
Le jeu propose cinq modes de jeu en solo, « Course », « Plate-forme », « Puzzle », « Course Rapide » et « Personnaliser ».
Le mode « Course » permet au joueur de tenter de réaliser les meilleurs temps sur les pistes. Le mode « Course rapide » permet de jouer à une course sur une piste choisie instantanément et aléatoirement. « Personnaliser » permet au joueur d'accéder aux pistes qu'il a créées.
Le mode « Plate-forme » oblige le joueur à terminer la course avec le moins de tentatives possibles, en évitant les pièges, comme retourner le véhicule ou tomber dans un trou. Il doit donc rallier l'arrivée en réalisant des sauts de plate-forme en plate-forme, sans utiliser la fonctionnalité permettant de recommencer au dernier checkpoint,,. Il n'y a pas de limite de temps.
Le mode « Puzzle » oblige le joueur à terminer la construction d'une piste plus ou moins achevée, en reliant un point de départ à un point d'arrivée, grâce à l'éditeur de niveau et avec un nombre limité de blocs de construction judicieusement positionnés,,. Lorsque le joueur estime avoir complété la piste, il doit réaliser le meilleur temps sur celle-ci, puis éventuellement modifier la piste s'il n'y parvient pas,,. Ce mode n'est disponible que si le joueur crée au moins un circuit avec l'éditeur de niveau.
La partie multijoueur, seulement possible en réseau local, est divisée en trois éléments : le hotseat, le jeu simple cartouche et multi-cartouche. Les parties se déroulent sur les circuits créés par les joueurs ou ceux inclus dans le jeu.
Le hotseat permet jusqu'à huit personnes de jouer sur la même console, à tour de rôle sur le même circuit, le but étant de réaliser le meilleur temps,.
Les deux modes multijoueurs avec cartouche se jouent en réseau local, en se connectant via la fonctionnalité Connexion Wi-Fi Nintendo. En mode cartouche simple, jusqu'à quatre joueurs peuvent s'affronter, uniquement dans l'environnement Stadium et sur les pistes officielles fournies dans le jeu, sur un serveur hébergé par le joueur possédant le jeu,. En mode multi-cartouche, les joueurs peuvent aussi jouer jusqu'à quatre, et n'ont plus aucune restriction,. Ces deux modes multijoueurs comportent des modes traditionnels de la franchise, tels que « Championnat », « Rounds » ou « Contre-la-montre ». « Championnat » propose au joueur de gagner des points pour se placer au plus haut dans le classement. Dans le « Contre-la-montre », le joueur tente de réaliser le temps le plus bas pour gagner. Dans « Rounds », tous les joueurs débutent en même temps et des points sont gagnés en fonction de la position d’arrivée. La course recommence jusqu'à ce qu'un des joueurs atteigne la limite de points prédéfinie et l’emporte.

## Développement

### Genèse
TrackMania DS est développé par l'entreprise britannique Firebrand Games. Le studio écossais est composé de douze personnes, pour la plupart des transfuges de DC Studios qui le quittent à sa disparition, pour rejoindre Firebrand lors de sa création en cette année 2006. Firebrand a auparavant réalisé des jeux de course comme Race Driver: Create and Race ou Cartoon Network Racing, sur Nintendo DS, et travaille sur Race Driver: GRID sur DS parallèlement au développement de TrackMania DS. Le studio est donc spécialisé dans la réalisation de jeux sur DS, ce qui lui permet de conserver une petite équipe.

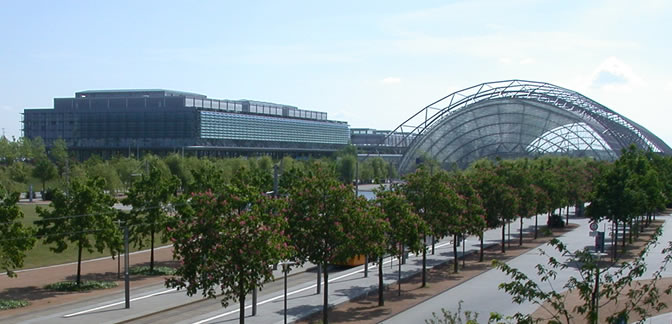
Firebrand Games rencontre l'éditeur Focus Home Interactive lors de la Games Convention de 2007, au parc expo de Leipzig, et lui propose d'adapter la franchise TrackMania sur Nintendo DS.

Fort d'avoir réalisé ces titres, c'est Firebrand qui fait la démarche de contacter l'éditeur Focus Home Interactive et propose de réaliser une version TrackMania DS. Lors de la Games Convention de 2007, Firebrand approche Focus pour faire savoir que les membres de l'équipe sont « des fans absolus » de la franchise,. À cette occasion, le studio propose à l'éditeur français d'en réaliser une version DS.

« On pense qu'on peut faire TrackMania DS. »

— Firebrand Games
Focus accepte, avec l'accord de Nadeo, ce dernier exigeant cependant que le titre conserve son âme. Firebrand conçoit un prototype qui plait immédiatement à Focus, ce qui donne naissance à TrackMania DS,. Cédric Lagarrigue, directeur et fondateur de Focus, dévoile avoir été définitivement convaincu du choix des développeurs, en apprenant que certains des membres de l’équipe de Firebrand sont de vrais fans de la franchise. Il estime que l'expérience et la technique du studio permet d'assurer une « adaptation solide » de la franchise sur la portable.

« Techniquement, ils étaient les plus aptes à réussir ce pari. »

— Focus
Lors de l'annonce officielle du jeu le 14 novembre 2008, Focus indique que le jeu est déjà en développement depuis plusieurs mois. Le jeu est une création, plutôt qu'un portage d'une des versions PC existantes.

### Adaptation sur la plate-forme Nintendo DS

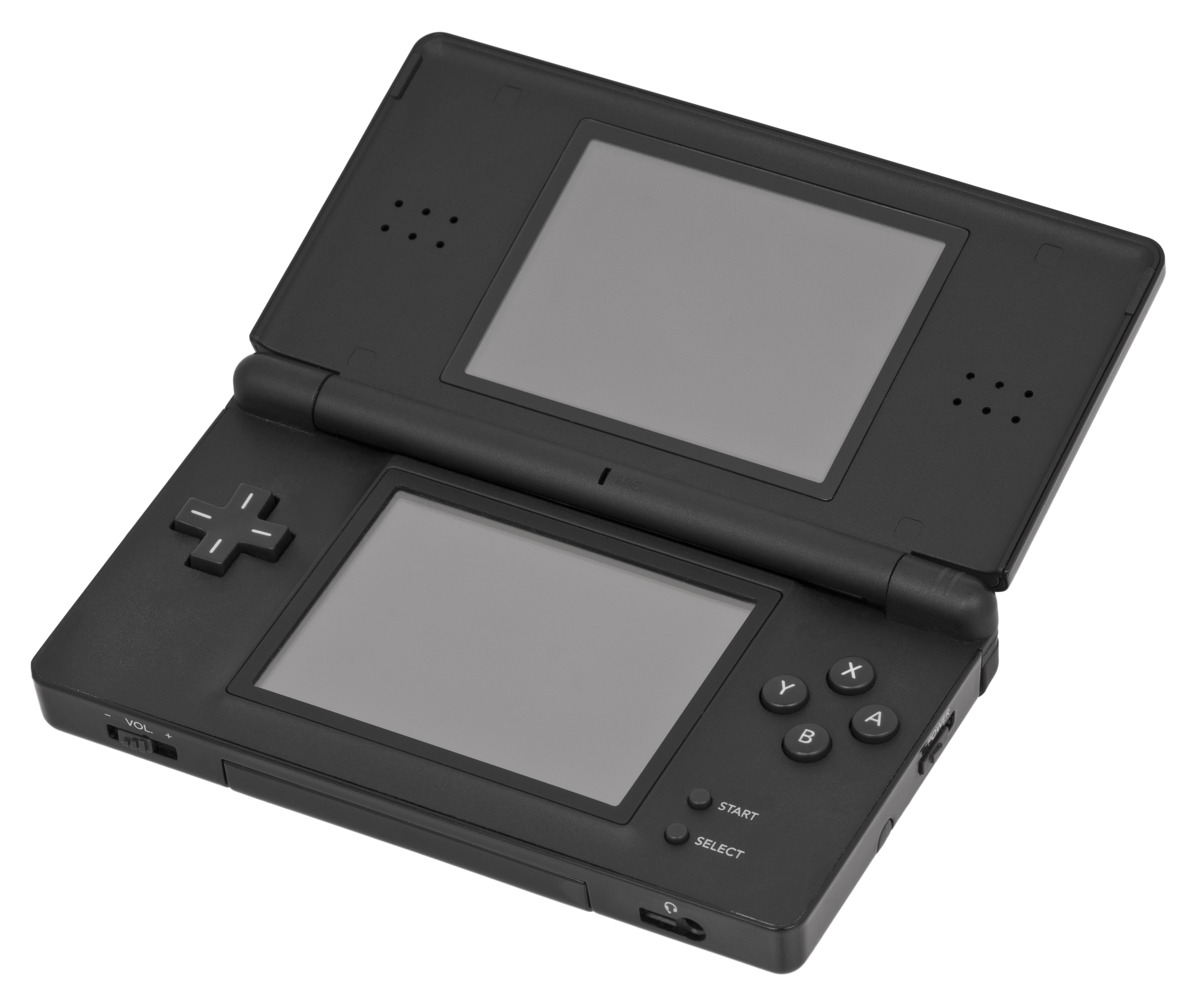
Firebrand Games a développé un moteur de jeu sur Nintendo DS appelé Octane, qu'elle fait évoluer depuis ses précédentes réalisations sur la plate-forme, comme Race Driver: Create and Race ou Cartoon Network Racing.

Du fait de son expérience dans le développement de jeux dans le genre du jeu de course sur la plate-forme nomade Nintendo DS, Firebrand Games estime structurer parfaitement les jeux pour offrir des expériences courtes mais répétées, et maîtriser au mieux la gestion des caméras. L'équipe pense aussi savoir équilibrer parfaitement les contrôles de direction des véhicules et comment donner une impression de vitesse. L'équipe estime que l'adaptation de la franchise TrackMania est facilitée par plusieurs éléments. Par exemple, le gameplay (ici, les courses) de durée courte mais pointu, correspond bien à la plate-forme, ou les contrôles simples de la franchise sur PC s'appliquent bien sur la console portable limitée en la matière. Elle précise cependant que le développement est assez différent des précédents projets qu'elle a réalisés, en raison du gameplay atypique de la série. Pour Firebrand, l'aspect du jeu le plus adapté à la plate-forme est l'éditeur de niveau, notamment grâce à l'écran tactile, alors que les courses sont « relativement identiques » aux versions PC. Elle considère avoir poussé le matériel de la console à son maximum, afin de pouvoir afficher un framerate constant de 60, sans bug d'affichage. Les limitations techniques de la plate-forme obligent l'équipe à faire quelques concessions, par exemple en limitant la taille globale des pistes.
De son côté, Focus juge la réalisation de l'éditeur et des visuels « tout à fait respectable compte tenu des capacités de la DS ». L'éditeur voit le jeu comme un jouet, auquel il est possible de profiter à tout moment et le considère comme un complément de la franchise sur PC, plutôt qu'une adaptation requérant tous ses éléments la constituant. Pour Cédric Lagarrigue, la console Nintendo DS avec ses caractéristiques est plus destinée aux jeux amusants qu'aux simulations réalistes, et en cela la franchise TrackMania, qui apporte du fun, en solo et en multijoueur, correspond totalement à cette vision. Toutefois, Firebrand s'attache a fortiori à être fidèle à la version PC, mais elle prend aussi le soin d'adapter la franchise au public particulier de la plate-forme portable. Par exemple, le mode « Course rapide » permet de jouer sur une piste choisie instantanément et aléatoirement, afin de répondre aux besoins nomades d'un joueur, qui attend quelque chose (par exemple un train) et qui veut seulement jouer quelques instants, grâce à la fonction portable de la console. L'équipe estime que le gameplay sur PC se synthétise en trois points, la vitesse, le fun et la possibilité de recommencer une course à tout moment et instantanément. C'est donc des « piliers » que l'équipe s'est efforcée de conserver. Avec cette adaptation de la franchise, Firebrand sait que les fans de la première heure vont être intéressés par le jeu, mais elle précise également que la plupart des joueurs sur Nintendo DS n'ont jamais joué sur PC, ni même sur console de salon. L'équipe cherche donc à rendre le jeu accessible aux utilisateurs de la plate-forme, éloignés du profil hardcore gamer.

### Conception des pistes et de l'éditeur
Firebrand utilise son moteur de jeu maison, appelé Octane, créé et déjà utilisé sur les précédents jeux de course développés par le studio. Firebrand travaille pendant tout le développement sans contact avec Nadeo, responsable du développement de la franchise sur PC, jusqu'à la fin du processus où le studio français suggère des ajustements de gameplay et de conception de pistes. Firebrand réalise une pré-version, qui inclut cent circuits,. À l'instar des différents épisodes sur PC, toutes les pistes sont créées à partir de l'éditeur de niveau. La taille globale des pistes est limitée par rapport à celle des jeux sur PC. Une grande partie de celles-ci sont créées par Clive Lawrence, concepteur de chez Firebrand, qui passe de nombreuses heures à les perfectionner. Mais Focus et Nadeo estiment que celles-ci ne sont pas assez dans la veine de TrackMania, ce dernier réalise alors quelques ajustements de gameplay,. La moitié des pistes du jeu ont été créées par les fans de la série,. En effet, dix des meilleurs créateurs de pistes sur PC retouchent la majeure partie des pistes créées par Firebrand,. Ces amateurs sont recrutés par Focus.
Si Octane est un moteur de jeu qui évolue au fil des jeux développés par Firebrand depuis plusieurs mois, l'éditeur de niveau en trois dimensions est spécialement développé pour TrackMania DS. C'est l'un des éléments les plus complexes à développer. Firebrand reprend le même fonctionnement que l'éditeur des versions PC. Pour l'équipe, ce dernier est vraiment un « exemple d'ergonomie et de simplicité d'accès ». Il intègre une nouveauté, la possibilité de dessiner un contour de piste au stylet et de le transformer automatiquement en piste, sans bloc de construction. Les contrôles de l'éditeur subissent de nombreuses modifications au cours du développement en fonction des remarques des développeurs. Les contrôles de base (en course) sont créés facilement, mais d'autres éléments sont arrivés plus tard dans le processus de création, comme le centrage automatique de la caméra, ou des icônes textuelles sur l'écran tactile.

### Conception des environnements et des modes de jeu
La taille du jeu oblige Firebrand à limiter le nombre d'environnements à trois. Ceux-ci sont issus de trois jeux différents, les trois premiers de la série. Stadium et Desert sont inclus, car ils sont les plus joués en multijoueur sur Internet. Rally est rajouté car l'équipe estime que la jouabilité très particulière convient parfaitement à la Nintendo DS. L'équipe précise qu'elle a choisi de favoriser la qualité plutôt que la quantité, et rappelle qu'elle a techniquement tout recréé à partir de zéro. L'équipe passe beaucoup de temps à équilibrer la physique des voitures de chaque environnement.
Le mode « Stunt » n'est pas inclus, car l'équipe estime qu'il ne correspond pas aussi bien que les autres modes à la plate-forme Nintendo DS. D'autre part, l'équipe conçoit le mode « Course rapide » qui permet de rééquilibrer cet aspect du jeu. En termes de conception, les modes « Course » et « Plate-forme » sont assez similaires, mais surtout faciles à créer, à partir du moment où le moteur de jeu a été conçu. Cependant, le mode « Puzzle » demande plus de travail, puisqu'il oblige une intégration complète avec l'éditeur de niveau.

« Aujourd’hui, ceux qui veulent s’éclater sur des circuits jouent encore à Mario Kart. Nous voulons devenir la référence des jeux de circuits. »

— Focus Home Interactive

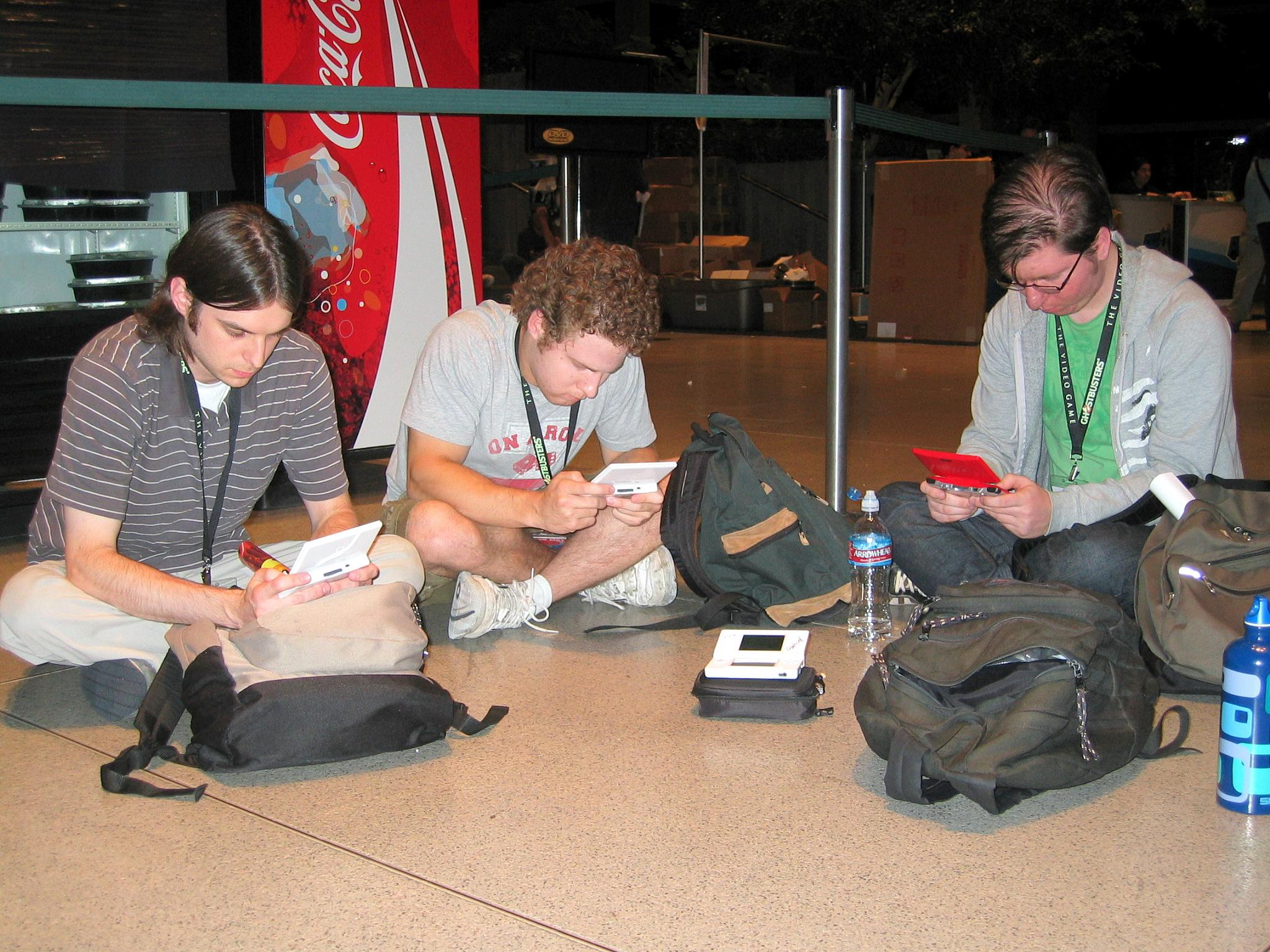
Malgré l'absence de fonctionnalité en ligne, Focus Home Interactive sait que l'aspect multijoueur est un élément clef de la franchise TrackMania (trois joueurs en train de jouer sur Nintendo DS).

Pour Focus, l'aspect multijoueur, qui a été une clef du succès de la franchise sur PC, est un élément important. Malgré l'absence de fonctionnalités en ligne, l'équipe estime que la connectivité en réseau local répond à l'aspect communautaire développé de la franchise, en favorisant la rencontre entre les joueurs grâce à l'aspect nomade de la console portable. Firebrand dévoile que la création de l'éditeur de niveau a pris énormément de temps et que l'équipe s'est principalement concentrée sur cet aspect. Ceci a réduit en particulier les possibilités de développer le mode multijoueur.

## Bande-son
La bande-son est réalisée par Allister Brimble et Anthony Putson,, et le français Doo. Elle propose une ambiance rock dans l'environnement Rally, country dans Desert et electro dans Stadium.

## Commercialisation
En 2007, des rumeurs perdurent pendant plusieurs mois dans la communauté TrackMania, notamment sur les forums officiels, au sujet de l'adaptation de la franchise sur la console portable Nintendo DS. Cependant, ni Focus Home Interactive, ni Nadeo n'avaient souhaité commenter ces allégations, mais la diffusion par la suite d'une vidéo sur YouTube avait alors relancé les spéculations,,. Finalement, le 19 décembre 2007, Focus dévoile un communiqué de presse sur lequel figure l'annonce de la sortie de TrackMania DS,. Dans son édition de janvier 2008, Joystick révèle une information de dernière minute indiquant la sortie du jeu à la fin de l'année. Le 14 février 2008, Focus annonce officiellement le jeu et dévoile son partenariat avec Firebrand Games, avec pour rôle le développement du jeu. Ce jour-là, un teaser du jeu est dévoilé et la sortie est confirmée pour la fin de l'année 2008.
Dès la fin février 2008, le site Jeuxvideo.com teste une version « peu aboutie », à l'occasion de la Game Connection (en), dans le cadre de la Game Developers Conference de 2008 à San Francisco,. Fin mai 2008, par le biais de l'éditeur Future, Focus opte pour la publication d'un magazine titré TrackMania, le magazine officiel, afin de distribuer les lunettes 3D destinées à faire profiter les joueurs ayant obtenu les extensions TrackMania Forever par le biais du téléchargement, de la fonctionnalité qui permet d'afficher le jeu en 3D anaglyphique. Si le magazine fait la part belle aux jeux en version Forever, il aborde en détail TrackMania DS, notamment avec une interview de Firebrand Games,,. Jusqu'au mois de novembre 2008, Focus communique sur le jeu via la presse spécialisée, notamment au mois d'août où plusieurs vidéos et des images sont diffusées,. Fin juillet 2008, GameSpot réalise une interview de Firebrand et découvre le jeu en preview, tout comme IGN à la mi-août. La sortie est prévue au début du mois pour le 30 octobre 2008,. Une version plutôt finalisée est présentée le 22 août lors de la Games Convention à Leipzig en Allemagne. Les journalistes de la presse spécialisée ont l'opportunité d'y tester le jeu,,,,,. Le 13 octobre, Focus indique que la sortie est repoussée d'un mois au 21 novembre. Toutefois, le 16 octobre 2008, la date du 14 novembre suivant pour la sortie du jeu en Europe est dévoilée. Le jeu est également présenté et jouable lors du Micromania Game Show de 2008, qui se déroule début novembre 2008 à Paris Expo Porte de Versailles en France. Le jeu sort finalement le 14 novembre 2008 en Europe.
Le 19 novembre 2008, Atlus USA obtient les droits d'édition du jeu en Amérique du Nord. Le 17 décembre 2008, la sortie est annoncée pour le 17 mars 2008. Une démo du jeu est disponible en téléchargement à partir du 9 mars 2009 sur le DS Download Service. Le jeu est édité par Atlus le 17 mars 2009 en Amérique du Nord. La version nord-américaine est strictement identique à la version originale sortie en Europe quelques mois plus tôt.

## Accueil

### Critiques
TrackMania DS reçoit un accueil globalement positif de la part de la presse spécialisée lors de sa sortie. Les critiques félicitent la conversion globalement réussie, fidèle au gameplay et à l'esprit de la série, et la réalisation technique permettant de faire fonctionner le jeu sans problème d'affichage sur la plate-forme Nintendo DS limitée. Mais des critiques récurrentes sont soulevées, comme des problèmes de caméra et le manque de visibilité sur certains plans provoqué par la petitesse de l'écran de la Nintendo DS, l'absence de jeu en ligne sur Internet, ou une certaine difficulté à prendre en main l'éditeur de niveau,,,,. Le jeu obtient une moyenne de notes de 75 % sur Metacritic sur la base de 38 critiques, et de 75,50 % sur GameRankings sur la base de 34 critiques.
Edge perçoit le gameplay de TrackMania comme « inchangé ». Jeuxvideo.com estime que la conversion est bien réalisée et conserve l'essentiel, notant cependant l'impossibilité de personnaliser les contrôles. Game Revolution considère à ce sujet que les boutons de réinitialisation sont trop proches des boutons d'action. Le site juge les courses courtes mais amusantes, et relève un manque de variété dans les véhicules proposés. Game Informer critique tout de même le concept de TrackMania, sans collision, et Game Revolution rappelle que si le jeu procure du bon temps, l'expérience est loin de celle de jeux comme Gran Turismo. Game Informer note une difficulté assez élevée lorsque le joueur tente d'obtenir toutes les médailles, alors que le jeu est censé être très axé arcade. La plupart des journalistes de la presse spécialisée note avec déception l'impossibilité de jouer ou partager sur Internet,. Jeuxvideo.com regrette l'absence d'un mode multijoueur en ligne, de même que Jeuxvideo.fr. Gamekult juge le mode multijoueur trop difficile et lui aussi seulement disponible en réseau local. L'éditeur est globalement bien accueilli mais reçoit parfois des critiques, notamment au niveau de la perception de la hauteur relative des pièces entre elles,.
Gamekult juge les visuels fluides, mais constate quelques problèmes lorsque plusieurs voitures sont affichées en même temps. Pour Jeuxvideo.com, les visuels sont une prouesse, de par la fluidité et la sensation de vitesse procurée. Jeuxvideo.fr loue également la qualité des graphismes sur une plate-forme limitée techniquement, même si les arrière-plans sont « dépouillés ». La fluidité est « convaincante ». IGN est également bluffé par l'aspect technique du jeu, lui permettant de fonctionner à un framerate quasiment constant de 60. C'est l'un des points remarquables pour Edge. Pratiquement tous les médias, tels que Jeuxvideo.fr, IGN, Jeuxvideo.com ou Gamekult, notent cependant des bugs d'affichage provoquant des problèmes de collision avec les décors, comme la voiture qui s'enfonce dans le sol ou traverse un rail, ou qui passe à travers des éléments de décor,,,. Eurogamer relativise les problèmes techniques et considère que c'est le meilleur moteur 3D sur la Nintendo DS à ce moment-là (2008). En outre, les critiques relèvent des problèmes de caméra,. La petitesse de l'écran de la console portable place parfois hors-champ la quasi-totalité de l'action. Il est donc impossible de prévoir et d'anticiper la physionomie des circuits, ce qui oblige à recommencer souvent les courses.
Jeuxvideo.com qualifie la bande sonore, musiques et bruitages, de « classique » pour la série. Game Revolution la juge répétitive à la longue.
Pour Jeuxvideo.com, Firebrand « s'en tire avec les honneurs en parvenant à conserver l'essentiel » lors de cette adaptation de la franchise. Gamekult considère que « l'esprit TrackMania est donc globalement intact », dans une « conversion soignée ». IGN juge TrackMania DS comme l'un des meilleurs jeux du genre sur Nintendo DS, malgré sa carence en matière de connectivité en ligne. Le site juge pourtant la conversion, à cause des quelques problèmes, comme « un premier pas décent », et espère une amélioration dans une éventuelle suite. C'est aussi globalement le bilan que fait Eurogamer. Edge estime que la conversion est une réussite technique et que les quelques omissions sont compréhensibles, compte-tenu des capacités de la plate-forme.

### Ventes
Selon le site controversé sur ses méthodes de calculs VG Chartz, TrackMania DS s'est écoulé à moins de 100 000 copies. Selon les déclarations de Firebrand Games, le jeu s'est bien vendu, particulièrement en France. Selon la direction, le jeu a été fortement piraté, ce qui a nui au marché du jeu.

## Postérité

### Importance
TrackMania DS est le premier jeu de la franchise TrackMania à quitter la plate-forme PC et le premier sur console portable. L'éditeur de niveau de TM DS est le premier d'un jeu sur Nintendo DS à être entièrement en trois dimensions.
En décembre 2008, IGN place le jeu dans sa liste des jeux Nintendo DS les plus attendus au premier trimestre 2009.

### Série
L'équipe est satisfaite des retours de la presse comme ceux des joueurs, qui estiment que le jeu a conservé le fun et le gameplay originel. L'équipe espère cependant pouvoir rajouter dans une éventuelle suite les éléments regrettés par tous les observateurs, que sont le jeu en ligne, le partage des pistes et des fantômes. De son côté, le souhait de l'équipe serait d'augmenter le nombre de modes de jeu et rajouter d'autres environnements. Lors d'une interview en juin 2008, Firebrand indique également être intéressé pour développer la franchise sur console, mais sans vouloir rien préciser à ce sujet. Le studio ajoute qu'un jeu Wii est dans leurs plans, sans souhaiter en dire plus. Cédric Lagarrigue de Focus confirme l'intérêt de l'éditeur à retrouver des fonctionnalités de partage en ligne dans une prochaine mouture. L'éditeur espère aussi un jour la compatibilité entre les pistes créées sur PC et celle sur DS.
Par la suite, Firebrand Games développe deux nouveaux jeux TrackMania sur plates-formes Nintendo, sortis le même jour en septembre 2010, TrackMania et TrackMania Turbo, respectivement sur Wii et sur Nintendo DS,, le dernier étant appelé TrackMania DS 2 durant la première phase de son développement.
À partir de 2011 dans la franchise, Nadeo développe une série de jeux sur PC intitulée TrackMania², proposant chacun un environnement particulier. TrackMania²: Canyon parait en 2011, TrackMania²: Stadium en 2013, TrackMania²: Valley en 2013 et TrackMania²: Lagoon en 2017. Les environnements sont inédits, sauf Stadium qui reprend l'univers du sport de celui de Nations, mais l'intérêt essentiel est la possibilité de créer des modes de jeu personnalisés,,,.
TrackMania reste très longtemps sur la plate-forme PC et met beaucoup de temps pour trouver sa voie et arriver sur console. Cependant, en 2016, Nadeo opte pour la première fois pour une publication multiplates-formes avec un nouveau jeu intitulé TrackMania Turbo, transposant tous les fondamentaux de la série sur consoles, notamment sur PlayStation 4 et Xbox One. Celui-ci présente des nouveautés telles que la génération procédurale de pistes, la conduite d'un véhicule à deux et une compatibilité avec Oculus Rift,, HTC Vive et le PlayStation VR,.

### Ressources primaires
1. 1 2  Firebrand Games. TrackMania DS (Nintendo DS). Focus Home Interactive. 14 novembre 2008.
2. ↑  (en) Allister Brimble, « Portfolio », sur Allisterbrimble.com.
3. ↑  DOO, « Toutes les musiques de Doo », sur www.doomusic.net.

### Interviews
1. 1 2 3 4 5 6 7 8 9 10 11  « TrackMania DS », TrackMania, le magazine officiel, no 1,‎ été 2008, p. 82-87.
2. 1 2 3 4 5 6 7 8 9 10 11  (en) Cam Shea, « TrackMania DS - AU Interview », sur IGN Australia, 27 juillet 2008.
3. 1 2 3 4 5 6 7 8 9 10 11 12 13 14 15  (en) Craig Harris, « TrackMania's Developers Speak », sur IGN, 10 mars 2009.
4. 1 2 3 4 5 6  Maxime Chao, « TrackMania DS : ITW Benjamin Tardif », sur JeuxActu, 13 novembre 2008.
5. 1 2 3 4 5 6  (en) Eric Caoili, « Interview: Firebrand Games Hits the Gas On DS Racing », sur Gamasutra, 1er octobre 2008.
6. 1 2  (en) Jorge Ba-oh, « C3 Exclusive Interview : Firebrand talks Race Driver (Nintendo DS), Wii Version, Trackmania & More », sur Cubed³, 5 juin 2008.
7. ↑  (en) Jorge Ba-oh, « Interview Firebrand on TrackMania (Wii/Nintendo DS) », sur Cubed³, 25 mai 2011.

### Ressources secondaires
1. 1 2 3  (en) IGN Staff, « Create Your Own Heart-Pounding Race Tracks With Trackmania DS's Powerful Track Design System », sur IGN, 13 janvier 2009.
2. 1 2  Jean-marc, « Le test de Trackmania DS est sur la ligne de départ », sur Jeuxvideo.fr, 14 novembre 2008.
3. 1 2 3 4 5 6 7 8 9 10  (en) Craig Harris, « TrackMania DS Review », sur IGN, 17 mars 2009.
4. ↑  (en) « Trackmania DS », sur ESRB.org.
5. ↑  « Trackmania DS sur Nintendo DS », sur Jeuxvideo.com.
6. 1 2 3 4 5  Boulapoire, « Trackmania DS : une vidéo et des images », sur Gamekult, 1er août 2008.
7. 1 2  (en) Craig Harris, « TrackMania Comes to DS », sur IGN, 14 février 2008.
8. 1 2 3 4 5 6 7 8 9 10 11  (en) Nate Ralph, « Review: Trackmania DS, a Racing Game That Plays Well With Others », sur Wired, 4 mars 2009.
9. 1 2 3 4 5 6 7 8 9 10  (en) Blake, « TrackMania DS Preview », sur Game Revolution, 26 mars 2009.
10. 1 2 3 4 5 6 7 8 9 10 11 12 13 14 15 16  (en) « TrackMania DS Hands-On », sur GameSpot, 28 juillet 2008.
11. 1 2 3 4 5 6 7 8  (en) Martin Robinson, « Trackmania DS Hands-on », sur IGN, 18 août 2008.
12. 1 2 3 4 5 6 7 8 9 10 11  (en) Tom Bramwell, « TrackMania DS », sur Eurogamer, 26 novembre 2008.
13. 1 2 3  (en) « TrackMania - NDS - Review », sur GameZone, 3 mars 2009.
14. 1 2 3 4 5 6 7 8 9 10 11  Jean-Marc, « Test Trackmania DS », sur Jeuxvideo.fr, 14 novembre 2008.
15. 1 2 3 4 5  (en) Andrew Hayward, « Review: TrackMania DS », sur The Escapist, 9 mars 2009.
16. 1 2 3 4 5 6 7 8 9 10 11 12 13 14 15  M6web, « GC 08 : Trackmania DS », sur Jeuxvideo.fr, 4 septembre 2008.
17. 1 2 3 4 5 6 7 8 9 10 11 12 13 14 15 16  CptObvious, « Test de Trackmania DS », sur Jeuxvideo.com, 14 novembre 2008.
18. 1 2 3  (en) Ben Kuchera, « Review: Trackmania DS takes cult hit on the road », sur Ars Technica, 17 mars 2009.
19. 1 2 3 4 5 6 7  (en) Yogii, « Test Trackmania DS », sur Tom's Hardware, 19 novembre 2008.
20. 1 2 3 4 5 6 7 8  (en) IGN Staff, « TrackMania DS AU Review », sur IGN, 20 novembre 2008.
21. 1 2 3 4 5  Nerces, « GC : TrackMania DS roule en 5 captures », sur Jeuxvideo.fr, 22 août 2008.
22. 1 2 3 4 5 6 7 8 9 10 11 12 13 14 15 16 17  « Aperçu GC 2008 : Trackmania DS sur DS », sur Jeuxvideo.com, 22 août 2008.
23. 1 2  (en) « Trackmania DS », Edge, no 194,‎ novembre 2008, p. 50 (lire en ligne).
24. 1 2 3 4 5 6 7 8 9 10  CBL, « GC : Trackmania vénère une DS », sur Factornews, 22 août 2008.
25. 1 2 3 4 5 6 7 8 9 10  Prodigy, « TrackMania DS, le dérapage ? », sur Gamekult, 21 novembre 2008.
26. ↑  Poischich, « Gamescom 2016 - GC: TrackMania DS s'illustre », sur Gamekult, 22 août 2008.
27. ↑  (en) Craig Harris, « Trackmania DS Hands-on », sur IGN, 28 juillet 2008.
28. 1 2 3 4 5  Renaud, « Focus annonce l'arrivée de Trackmania sur DS », sur Jeuxvideo.fr, 14 février 2008.
29. ↑  Guillaume Nerces Tutundjian, « Games Convention 2008 : le dossier-bilan complet », sur Clubic, 14 février 2008.
30. ↑  Niko, « Trackmania sur DS ? », sur Factornews, 18 décembre 2007.
31. 1 2  Nerces, « Trackmania bientôt sur Nintendo DS », sur Jeuxvideo.fr, 19 décembre 2007.
32. 1 2  Rédaction, « Trackmania DS se concrétise », sur Jeuxvideo.com, 19 décembre 2007.
33. ↑  « TrackMania, la série », Joystick, no 202,‎ janvier 2008, p. 81-83.
34. ↑  Hosteel, « Trackmania DS s'annonce en vidéo », sur Gamekult, 14 février 2008.
35. ↑  « Aperçu Trackmania sur DS », sur Jeuxvideo.com, 28 février 2008.
36. ↑  (en) Alistair Wallis, « Game Developers Conference 2008 Dates Announced », sur Gamasutra, 6 mars 2007.
37. ↑  Rédaction, « GDC 08 : Trackmania en 3D », sur Jeuxvideo.com, 22 février 2008.
38. ↑  CBL, « Un magazine Trackmania », sur Factornews, 11 avril 2008.
39. ↑  Joule, « Trackmania : le magazine dispo », sur Factornews, 28 mai 2008.
40. 1 2  CBL, « Trackmania DS : Adios to Mario Kart », sur Factornews, 1er août 2008.
41. ↑  Rédaction, « GC 2008 : Images de Trackmania DS », sur Jeuxvideo.com, 22 août 2008.
42. ↑  Nerces, « GC : un petit tour en preview pour Trackmania DS », sur Jeuxvideo.fr, 1er septembre 2008.
43. ↑  « TrackMania DS repoussé d'un mois », sur JeuxActu, 13 octobre 2008.
44. ↑  Hosteel, « TrackMania DS, l'éditeur en vidéo », sur Gamekult, 16 octobre 2008.
45. ↑  CBL, « Micromania Games Show 08 », sur Factornews, 2 novembre 2008.
46. ↑  (en) Daemon Hatfield, « Atlus Catches TrackMania DS », sur IGN, 19 novembre 2008.
47. ↑  (en) IGN Staff, « Nintendo Q1 09 Lineup Revealed », sur IGN, 17 décembre 2008.
48. ↑  (en) Craig Harris, « DS Download Service: March 9 », sur IGN, 9 mars 2009.
49. 1 2 3 4  (en) « Trackmania DS », Edge, no 195,‎ décembre 2008, p. 99 (lire en ligne).
50. 1 2 3  (en) Bryan Vore, « This Create-A-Racer Is A Little Low Octane », sur Game Informer, 22 septembre 2009.
51. ↑  William Audureau, « TrackMania DS », Jeux vidéo Magazine, no 98,‎ janvier 2009, p. 112.
52. ↑  « TrackMania DS », Nintendo Power, no 240,‎ avril 2009, p. 85.
53. ↑  (en) « TrackMania DS », Official Nintendo Magazine, no 49,‎ décembre 2008, p. 96.
54. ↑  (en) Martin Kitts, « TrackMania DS review », sur GamesRadar+, 18 novembre 2008.
55. ↑  Maxime Chao, « Test TrackMania DS », sur JeuxActu, 24 novembre 2008.
56. 1 2  (en) « TrackMania DS », sur Metacritic.
57. ↑  (en) « TrackMania DS », sur GameRankings.
58. ↑  (en) « TrackMania DS (Nintendo DS) - Overview », sur VG Chartz.
59. ↑  (en) Mark Bozon, « Pocket Hotness: The Top DS TItles of Q1 - Page 3 », sur IGN, 17 décembre 2008.
60. ↑  Tubick, « Test : TrackMania (Wii) », sur Gamekult, 24 septembre 2010.
61. ↑  Tubick, « Test : TrackMania Turbo (DS) », sur Gamekult, 30 septembre 2010.
62. ↑  Hosteel, « TrackMania DS 2 en chantier », sur Gamekult, 26 août 2009.
63. 1 2  Le0ben, « Test : TrackMania² Canyon », sur Gamekult, 26 septembre 2011.
64. 1 2  Cortez62, « Test de TrackMania 2 Stadium », sur Jeuxvideo.fr, 28 juin 2013.
65. 1 2  (en) Martin Robinson, « TrackMania 2 Valley review », sur Eurogamer, 17 juillet 2013.
66. 1 2  daFrans, « Test TrackMania² Lagoon : Un standalone qui arrive bien trop tard sur PC », sur Jeuxvideo.com, 7 juin 2017.
67. ↑  (en) « TrackMania », Edge, no 293,‎ juin 2016, p. 123.
68. ↑  (en) Martin Robinson, « TrackMania Turbo review », sur Eurogamer, 23 mars 2016.
69. ↑  (en) Jason D'Aprile, « TrackMania Turbo Review », sur GameSpot, 28 mars 2016.
70. ↑  Jarod, « Trackmania Turbo en VR avec une démo », sur Gamekult, 8 novembre 2016.
71. ↑  Maxime Chao, « TrackMania Turbo : une mise à jour qui rend le jeu compatible avec la VR », sur JeuxActu, 8 novembre 2016.